# Mantel-dekschelp
De mantel-dekschelp (Pododesmus patelliformis, synoniem: Monia patelliformis) is een tweekleppigensoort uit de familie van de Anomiidae. De wetenschappelijke naam van de soort werd in 1767 voor het eerst geldig gepubliceerd door Carl Linnaeus als Anomia patelliformis. Deze soort komt voor in de noordoostelijke Atlantische Oceaan.

## Beschrijving
Deze tweekleppigensoort heeft een dunne asymmetrische schelp die tot vier centimeter lang die wit is, soms met bruine aftekeningen. De omtrek is ruwweg cirkelvormig en de beaks zijn centraal, maar naar achteren geplaatst vanaf de rand. De bovenste klep is voorzien van met 20 tot 30 zwakke radiale ribben en de binnenkant is glanzend (parelmoerachtig) wit of getint geelgroen met twee duidelijke, gegroefde spierlittekens op de bovenste klep. De onderste klep is plat, dun, transparant met een ovaal gat.

## Verspreiding
De mantel-dekschelp komt voor aan de noordwestelijke kusten van Europa, van Noorwegen tot aan de Middellandse Zee, en bij de Azoren. Het leeft op grof zand en grind, bevestigd aan rotsen of andere schelpen door zijn byssus. Het wordt gevonden in intergetijdengebieden en tot ongeveer 60 meter diep. Het wordt soms verward met de groene dekschelp (P. squama).

## Ecologie
Oudere exemplaren van de mantel-dekschelp zijn meestal bedekt met kokerwormen en sponzen. Andere soorten die vaak in dezelfde omgeving worden aangetroffen, zijn de perkamentkokerworm (Chaetopterus variopedatus), korstvormende rode algen, de driekantige kalkkokerworm (Pomatoceros triqueter) en de pauwenstaart-viltkokerworm (Sabella pavonina). Verspreide kolonies van dodemansduim (Alcyonium digitatum) kunnen in de buurt zijn, samen met de hydroïdpoliep Bougainvillia ramosa, de grote zeepok (Balanus balanus), de heremietkreeft (Pagurus bernhardus) en de kreeft Munida rugosa.

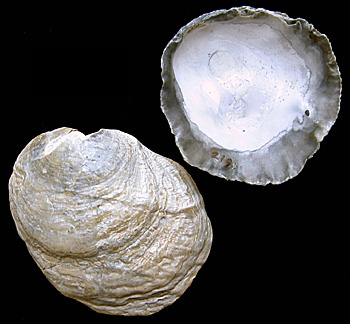
Mantel-dekschelp (Fossiel)